# جایزه دنی هینمن در اخترفیزیک
 جایزه دنی هینمن در اخترفیزیک  از سال ١٩٨٠ هر ساله به‌طور مشترک توسط جامعه اخترفیزیک آمریکا و مؤسسه فیزیک آمریکا به دست آوردهای برجسته در اخترفیزیک اهدا می‌شود.هزینه‌های مالی این جایره توسط بنیاد هینمن ، برای بزرگداشت دنی هینمن ، تأمین می‌شود.

## برخی از دریافت کنندگان
- ١٩٨٠ جوزف تیلور
- ١٩٨١ ریکاردو جیاکونی
- ١٩٨٢ جیم پیبلز
- ١٩٨٣ ایروین شاپیرو
- ١٩٨٤ مارتین ریس
- ١٩٨٥ ساندرا فابر
- ۱۹۹۳ جان ماتر
- ٢٠٠٠ فرانک شو
- ۲۰۰۸ اندرو فابیان
- ٢٠١١ رابرت کریشنر